# Веселе (Кам'янський район)
Весе́ле — село в Україні, у Божедарівській селищній громаді Кам'янського району Дніпропетровської області.
Орган місцевого самоврядування — Божедарівська селищна рада. Населення — 9 мешканців.

## Населення

### Мова
Розподіл населення за рідною мовою за даними перепису 2001 року:
| Мова       | Кількість | Відсоток |
| ---------- | --------- | -------- |
| українська | 7         | 77.78%   |
| російська  | 2         | 22.22%   |
| Усього     | 9         | 100%     |

## Географія
Село Веселе розташоване між селами Адамівка і Олексіївка (2 км). По селу протікає пересихаючий струмок з загатою. Поруч проходить автомобільна дорога М04 (E50).